# Damir Miranda
Damir Miranda (Santa Cruz de la Sierra, 26 ottobre 1985) è un calciatore boliviano, centrocampista del Club Bolívar.

## Club
Dal 2011 gioca nel Club Bolívar, la squadra più titolata del suo paese con cui conquista 4 titoli.

## Nazionale
Nel 2014 ha preso parte ha rappresentato la nazionale boliviana in quattro gare amichevoli, alle quali si aggiungono altre due presenze l'anno seguente in Copa América.

## Statistiche

### Cronologia presenze e reti in nazionale
| Cronologia completa delle presenze e delle reti in nazionale ― Bolivia | Cronologia completa delle presenze e delle reti in nazionale ― Bolivia | Cronologia completa delle presenze e delle reti in nazionale ― Bolivia | Cronologia completa delle presenze e delle reti in nazionale ― Bolivia | Cronologia completa delle presenze e delle reti in nazionale ― Bolivia | Cronologia completa delle presenze e delle reti in nazionale ― Bolivia | Cronologia completa delle presenze e delle reti in nazionale ― Bolivia | Cronologia completa delle presenze e delle reti in nazionale ― Bolivia |
| Data                                                                   | Città                                                                  | In casa                                                                | Risultato                                                              | Ospiti                                                                 | Competizione                                                           | Reti                                                                   | Note                                                                   |
| ---------------------------------------------------------------------- | ---------------------------------------------------------------------- | ---------------------------------------------------------------------- | ---------------------------------------------------------------------- | ---------------------------------------------------------------------- | ---------------------------------------------------------------------- | ---------------------------------------------------------------------- | ---------------------------------------------------------------------- |
| 30-5-2014                                                              | Siviglia                                                               | Spagna                                                                 | 2 – 0                                                                  | Bolivia                                                                | Amichevole                                                             | -                                                                      | 63’                                                                    |
| 5-6-2014                                                               | Houston                                                                | Bolivia                                                                | 1 – 2                                                                  | Grecia                                                                 | Amichevole                                                             | -                                                                      | 67’                                                                    |
| 10-9-2014                                                              | Commerce City                                                          | Bolivia                                                                | 0 – 1                                                                  | Messico                                                                | Amichevole                                                             | -                                                                      | 46’ 84’                                                                |
| 18-11-2014                                                             | La Paz                                                                 | Bolivia                                                                | 3 – 2                                                                  | Venezuela                                                              | Amichevole                                                             | -                                                                      | 46’                                                                    |
| 14-6-2015                                                              | Valparaíso                                                             | Ecuador                                                                | 2 – 3                                                                  | Bolivia                                                                | Coppa America 2015 - 1º turno                                          | -                                                                      | 88’                                                                    |
| 20-6-2015                                                              | Santiago del Cile                                                      | Cile                                                                   | 5 – 0                                                                  | Bolivia                                                                | Coppa America 2015 - 1º turno                                          | -                                                                      | 46’                                                                    |
| Totale                                                                 |                                                                        | Presenze                                                               | 6                                                                      |                                                                        | Reti                                                                   | 0                                                                      |                                                                        |

## Palmarès
- Primera División: 4

Club Bolívar: 2011, 2012-2013 clausura, 2014-2015 apertura e clausura,